# Himeros (cráter)
Himeros es un gran cráter de impacto en el asteroide (433) Eros. Su centro se encuentra aproximadamente en 21.20° N, 77.7° E, en el hemisferio oriental de Eros. El cráter recibe su nombre de Hímero, de la mitología griega, uno de los siete Erotes, acompañante de Eros y personificación del anhelo amoroso. El nombre Himeros fue aprobado oficialmente por la Unión Astronómica Internacional (UAI) en 2003.

## Geología y características
Con un diámetro aproximado de 11 kilómetros, Himeros es el mayor accidente geográfico identificado en Eros. El cráter es tan grande que casi supera el diámetro de Eros en dirección norte-sur. Como resultado, los bordes norte y sur de Himeros están degradados o ausentes, lo que le da al cráter una forma alargada. El borde suroeste de Himeros está interrumpido por Shoemaker, un cráter de impacto más pequeño y reciente, de aproximadamente 7 kilómetros (4.3 millas) de ancho. El borde de Himeros, al igual que los bordes del segundo y tercer cráter de impacto más grandes de Eros (Shoemaker y Psyche, respectivamente), es muy redondeado y liso.  Dentro de Himeros se encuentran varias formaciones. Una extensa cresta, Rahe Dorsum, comienza en el suelo de Himeros antes de continuar sobre el borde del cráter hacia Psyche. Dada la rectitud de Rahe Dorsum, probablemente representa una lámina de material sólido que fue más resistente a la violenta formación de Himeros, sobreviviendo como una cresta.
El inmenso tamaño de Himeros en relación con Eros significa que el impacto que lo creó probablemente tuvo consecuencias generalizadas para el asteroide. En 2015, un equipo de astrónomos dirigido por Yasui Minami propuso que las ondas sísmicas del impacto de Himeros habrían sacudido todo el asteroide, con una aceleración máxima modelada que superó la gravedad superficial de Eros hasta 134 kilómetros del cráter. Como resultado, el material superficial de Eros probablemente se desplazó globalmente debido a la formación de Himeros. La ubicación central de Himeros en Eros implica que su formación debería haber borrado la mayoría de los cráteres menores de 500 metros de diámetro. Si bien el interior de Himeros presenta relativamente pocos cráteres, la presencia de muchos cráteres pequeños en Eros indica que Himeros es antiguo. Por lo tanto, la baja densidad de cráteres en Himeros probablemente se deba a la formación de Shoemaker.